# Andranik Manukian
Andranik Manukian (ros. Андраник Александрович Манукян, orm. Անդրանիկ Մանուկյան, ur. 27 kwietnia?/10 maja 1916 we wsi Bnunis w Armenii, zm. 4 kwietnia 1986 w Erywaniu) – radziecki wojskowy narodowości ormiańskiej, major, Bohater Związku Radzieckiego (1945).

## Życiorys
Był Ormianinem. Skończył technikum pedagogiczne i trzy semestry instytutu pedagogicznego, pracował jako nauczyciel w szkole w Baku, we wrześniu 1939 został powołany do Armii Czerwonej, w 1941 został członkiem WKP(b). Od czerwca 1941 uczestniczył w wojnie z Niemcami, brał udział m.in. w obronie Sewastopola, a latem i jesienią 1942 w bitwie pod Stalingradem, w której został ranny. Po powrocie ze szpitala wrócił na front i walczył w bitwie kurskiej, a później uczestniczył w wyzwalaniu Lewobrzeżnej Ukrainy, po kursach oficerskich otrzymał stopień młodszego porucznika, później brał udział w forsowaniu Dniepru i wyzwalaniu Koziatyna, w lipcu 1944 jako starszy porucznik został pomocnikiem szefa sztabu pułku czołgów ds. zwiadu. Brał udział w uchwyceniu przyczółków na rzekach Bug, San i Wisła i ubezpieczeniu działań czołgistów. Szczególnie wyróżnił się podczas walk na ziemiach polskich w styczniu 1945 jako szef zwiadu 1 Gwardyjskiej Brygady Pancernej 8 Gwardyjskiego Korpusu Zmechanizowanego 1 Gwardyjskiej Armii Pancernej 1 Frontu Białoruskiego w stopniu kapitana. 15 stycznia 1945 z grupą zwiadowców udał się na tyły wroga w rejonie Cecylówki 14 km na południe od Warki, gdzie wykonał śmiałą akcję, zabijając do 10 niemieckich żołnierzy i biorąc do niewoli oficera, którego doprowadził do swojego sztabu. Zeznania jeńca dostarczyły ważnych informacji dla zabezpieczenia planowanej operacji. Później wziął udział w ataku na niemiecką kolumnę samochodową, w której zadano Niemcom duże straty. 17 stycznia wraz z grupą żołnierzy opanował miasteczko Jeżów, następnego dnia wziął do niewoli naczelnika stacji kolejowej Poddębica (obecnie w mieście Tuszyn), który dał ważne informacje o przybyciu pociągów z wojskami. W sierpniu 1946 został zwolniony do rezerwy w stopniu majora, w 1950 ukończył instytut pedagogiczny, pracował w Komitecie Miejskim Komunistycznej Partii Azerbejdżanu w Baku, 1955-1973 służył w wojskach Ministerstwa Spraw Wewnętrznych, w 1973 zakończył służbę w stopniu pułkownika. W 1985 opublikował wspomnienia.

## Odznaczenia
- Złota Gwiazda Bohatera Związku Radzieckiego (27 lutego 1945)
- Order Lenina (27 lutego 1945)
- Order Czerwonego Sztandaru (dwukrotnie, 8 kwietnia 1944 i 26 sierpnia 1944)
- Order Wojny Ojczyźnianej I klasy (11 marca 1985)
- Order Czerwonej Gwiazdy (5 stycznia 1944)
- Order Krzyża Grunwaldu (Polska Ludowa)

I medale.